# Fjallið (Streymoy)
Fjallið è una montagna alta 417 metri sul mare situata sull'isola di Streymoy, la maggiore dell'arcipelago delle Isole Fær Øer, in Danimarca.